# 黄昏の街
「黄昏の街」（たそがれのまち）は小柳ルミ子の14枚目のシングル。1975年2月25日にワーナー・パイオニアから発売された。

## 収録曲
両楽曲とも、作詞：林春生／作曲：加瀬邦彦／編曲：森岡賢一郎
1. 黄昏の街
2. あなたの面影